# Херцогство Неопатрия
Херцогство Неопатрия (на гръцки: Δουκάτο Νέων Πατρών) е средновековно владение на кръстоносците обхващащо основно територията на Фтиотида в съвременна Гърция, просъществувало в годините 1319 до 1390 със седалище/средище в Ипати.
Официално е част от Кралство Сицилия под Короната на Арагон. Херцогството е номинално под властта на съседното Атинско херцогство, но се ползва със значително самоуправление. Херцогството е военно, временно и буферно образувание. От средата на XIV век територията на херцогството, заедно с останалите тесалийски владения, преминава под властта на Стефан Душан. След края на Душановото царство, поради местни противоборства в съчетание с турското пиратство в Егейско море и началото на османската експанзия на Балканите, балканските каталунски владения са превзети от флорентинския авантюрист Нерио I Ачайоли през 1385–1390 г. 
Титлата херцог на Неопатра продължава да се носи и след това церемониално от наследника на краля на Сицилия. Съществува спор дали правилното наименоване на владението трябва да е "херцогство", понеже някои изследователи приемат, че титлата "херцог" е неправилен превод на "дук". 

## История
През 1318 г. византийският севастократор на Тесалия Йоан II Ангел Дука умира без наследник. Владенията му изпадат в хаос. Каталанската компания която наскоро е завладяла Атинското херцогство на юг от Тесалия, се възползва от ситуацията, за да настъпи на север. През 1319 г. викар Алфонсо Фадрик де Арагон, полубрат на малолетния херцог на Атина Вилхелм II, започва завоювателен поход на север. Каталунците превземат Неопатра (Новата Патра, днес Ипати) през 1319 г. и до 1325 г. завладяват също Зейтуни, Лидорики, Сидерокастро и Витриница (днес Толофон), както и — очевидно за кратко — Домокос , Гардики (днес Пеласгия) и Фарсала.  След похода централната и северната част на Тесалия остават в ръцете на местни магнати, някои от които признават византийския сюзеренитет, като Стефан Гавриилопул в Трикала. Други местни магнати, като семейството на Малиасените владеещи около Волос, се обръщат за подкрепа към каталунците в междуособиците. 
Завладяната територия от каталунците е разделена на пет капитанства, като военната власт е на генералния викарий, както и на маршала (mariscalus exercitus ducatuum) като избрани от Каталунската компания.  В крайна сметка повечето от владенията на компанията в Тесалия са загубени, след като областта е завладян от войните на Стефан Душан през 1348 г.  Неопатра с района около нея обаче остават в каталунски ръце. През 1377 г. титлата херцог на Атина и Неопатра остава за Педро IV Арагонски. Тя е запазена и в испанската корона поне до поемането ѝ от Камарата на Бурбоните. 
През 1378–79 г. арагонците губят повечето от владенията си в Беотия от Наварската компания, докато от юг амбициозният флорентински авантюрист Нерио I Ачайоли, владетел на Коринт, превзема Мегара през 1374 г. и започва да упражнява натиск върху Атина.  До 1380 г. за каталунците остават само двете столици Атина и Неопатра, както и Графство Салона. Атина пада под властта на Нерио I Ачайоли през 1388 г., а през 1390 г. и Неопатра. През 1393/4 г. Игит паша завладява за Баязид Неопатра и цялата долина на река Сперхей, известна през средновековието с името Равеника. 
До днес съществува като исторически спомен от това владение и време Католическата латинска архиепископия на Неопатра (L'Arquebisbat de la pàtria), която има един суфраган в Зейтуни (Ламия). Територията на херцогството на практика служи за буфер между Средновековна Гърция на каталаните и византийските владения в Тесалия, след което и двете попадат под скиптъра на цар Стефан Душан.

## Херцози на Неопатрия

### Сицилиански и арагонски херцози
- 1319 – 1338: Вилхелм II с викар
- 1319 – 1338: Алфонсо Фадрик де Арагон
- 1338 – 1348: Джованни II
- 1348 – 1355: Федерико I
- 1355 – 1377: Федерико III (IV), крал на Сицилия
- 1377 – 1381: Мария, кралица на Сицилия
- 1381 – 1387: Пиетро IV Арагона, крал на Арагона
- 1387 – 1390: Джовани I Арагона

### Херцози от ДомАкциайолииКонтарини
- 1388 – 1394: Нерио I Акциайоли (Acciaiuoli)
- 1394 – 1435: Антонио I Акциайоли
- 1435 – 1439: Нерио II Акциайоли
- 1439 – 1441: Антонио II Акциайоли
- 1441 – 1451: Нерио II Акциайоли (за втори път)
- 1451 – 1451: Клара Дзорци заедно с
- 1451 – 1454: Бартоломео Контарини
- 1451 – 1454: Франческо I Контарини
- 1455 – 1458: Франческо II Акциайоли